# Neuquén (település)
Neuquén az argentin Neuquén tartomány és azon belül Confluencia megye székhelye, Patagónia egyik leggyorsabban fejlődő és növekvő városa. Jelentős gazdasági központ (például olajcégek központjai működnek itt), és az Universidad Nacional del Comahue egyetem több karának is otthont ad. A város neve a mapucse nyelvből ered, jelentése „bátor, élénk, heves”.

## Földrajz
A város Argentína középpontjától egy kissé délre, Patagónia északi részén, Neuquén tartomány és azon belül Confluencia megye legkeletibb csücskében található a Neuquén és a Limay folyók összefolyásánál. Mivel a város a 20. században kezdett fejlődni és tervszerűen építették, így utcahálózatának legnagyobb része szabályos, négyzetrácsos. A Neuquén folyó túlpartján, már Río Negro tartományban található Cipoletti várossal három, egymással párhuzamos híd köti össze: az egyik vasúti, a másik kettő pedig közúti, az egy-egy irányban haladó forgalom számára külön hídpályán.
A neuquéni repülőtér Argentína egyik legforgalmasabb légikikötője a fel- és leszálló repülőgépek számát tekintve.
Az éves átlaghőmérséklet 15 °C, a hőmérséklet júliusban akár -14 fokig is süllyedhet, míg januárban akár 40 °C is előfordulhat. A csapadékmennyiség igen alacsony, alig éri el az évi 200 mm-t, a napsütéses órák száma viszont magas: mintegy 2700 óra évente. A legnaposabb hónap a január és a február.

## Története
A mai Neuquén helyén a 19. század első felében még nem létezett település. Az argentin központi kormány 1879-ben bízta meg Julio Argentino Roca tábornokot, hogy indítson hadjáratot a területen, és az őslakók leigázásával terjessze ki ide is a kormány fennhatóságát. A később „sivatagi hadjáratnak” nevezett művelet során, 1879 júniusában alapította meg Roca a Neuquén folyó déli partján, a mai Cipoletti város helyén a Primera División nevű erődöt, amely körül a következő években a térség első lakói letelepedtek. 1899-ben ide is elért a vasút, ez pedig óriási lendületet adott a környék fejlődésének. A Neuquén folyó fölött átívelő vasúti hidat 1902-ben adták át (korábban tutajjal szoktak átkelni a folyón), ugyanekkor épült fel a későbbi város vasútállomása is.
1904-ben Carlos Bouquet Roldán, Neuquén terület kormányzója úgy döntött, a terület székhelyét Chos Malalból ide költözteti át: így kezdődött meg az azóta nagyvárossá fejlődött Neuquén fénykora. A környező völgy öntözőrendszerét 1910-ben kezdték kiépíteni, ennek is köszönhetően pedig a város a környék legjelentősebb településeinek sorába emelkedett. 1920 táján a város fő szerepe a közigazgatási központ betöltése volt, körülötte pedig kisebb, főként mezőgazdasági munkákból élő emberek lakta települések alakultak ki.
A növekedés ezután is gyors maradt: míg 1970-ben 45 000-en lakták, 2001-re népessége 201 868 főre nőtt.

## Turizmus, látnivalók
A városban nincsenek régi műemlékek, van viszont több múzeum, kiállítás, színház és kulturális központ:
- Szépművészeti Múzeum (MNBA)
- Gregorio Álvarez múzeuma
- Rendőrségtörténeti Múzeum
- Emilio Saraco művészeti kiállítása
- Araca Színház
- Spanyol mozi–színház
- Teatro del Viento színház
- Juan Bautista Alberdi, Español, Oeste – CCO, Desafíos és La Conrado kulturális központ

Neuquén környékén lehetőség van kajakozásra, kenuzásra, hajókirándulásokra, hegyi túrákra, madármegfigyelésre és horgászatra is.

## Képek

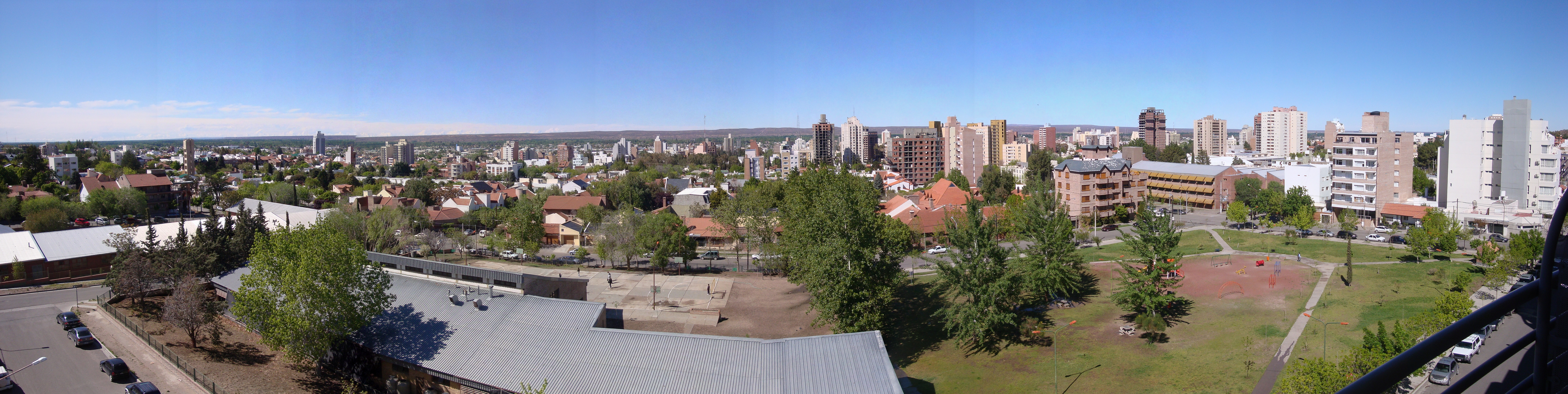
A város látképe
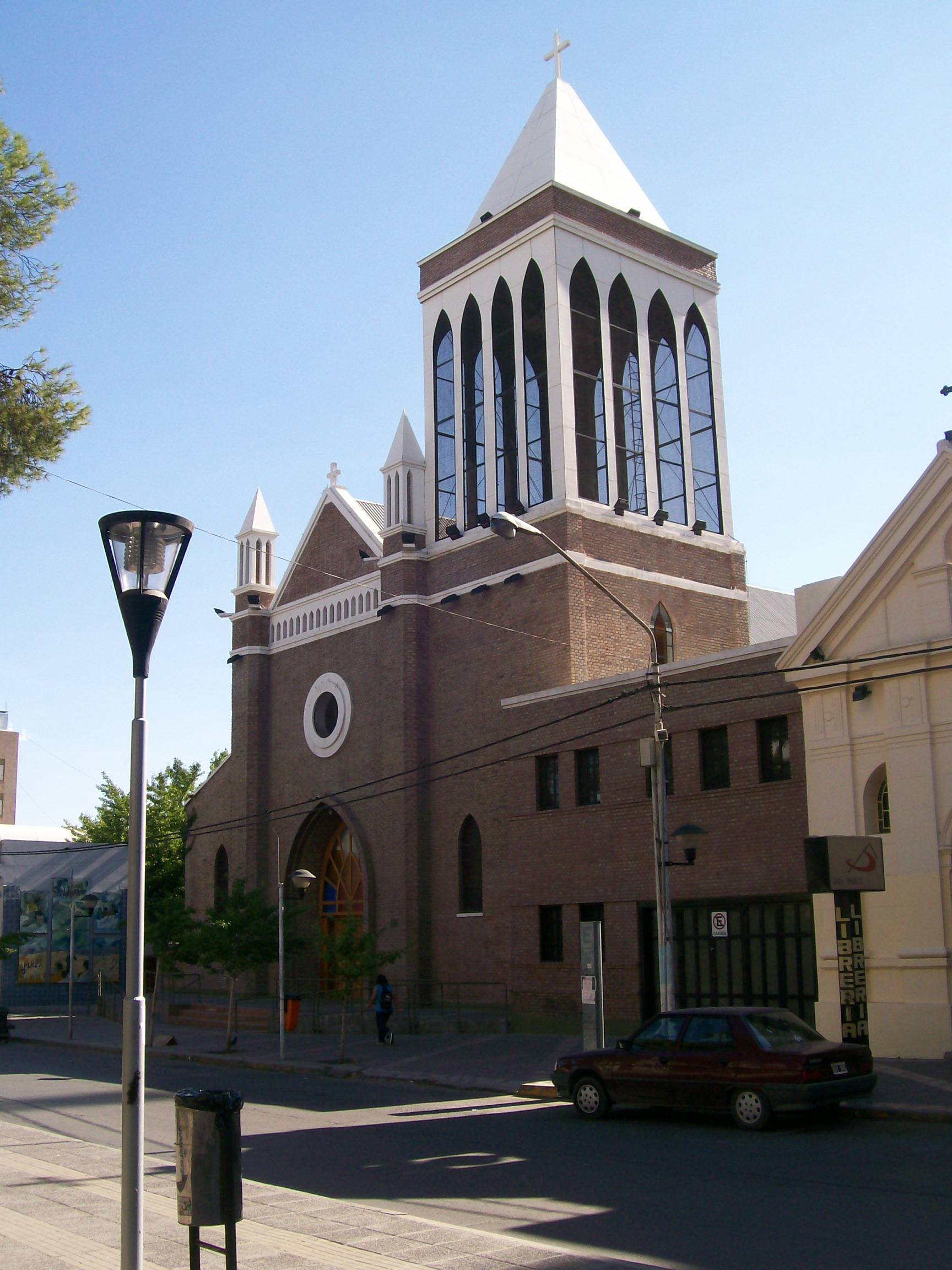
A székesegyház
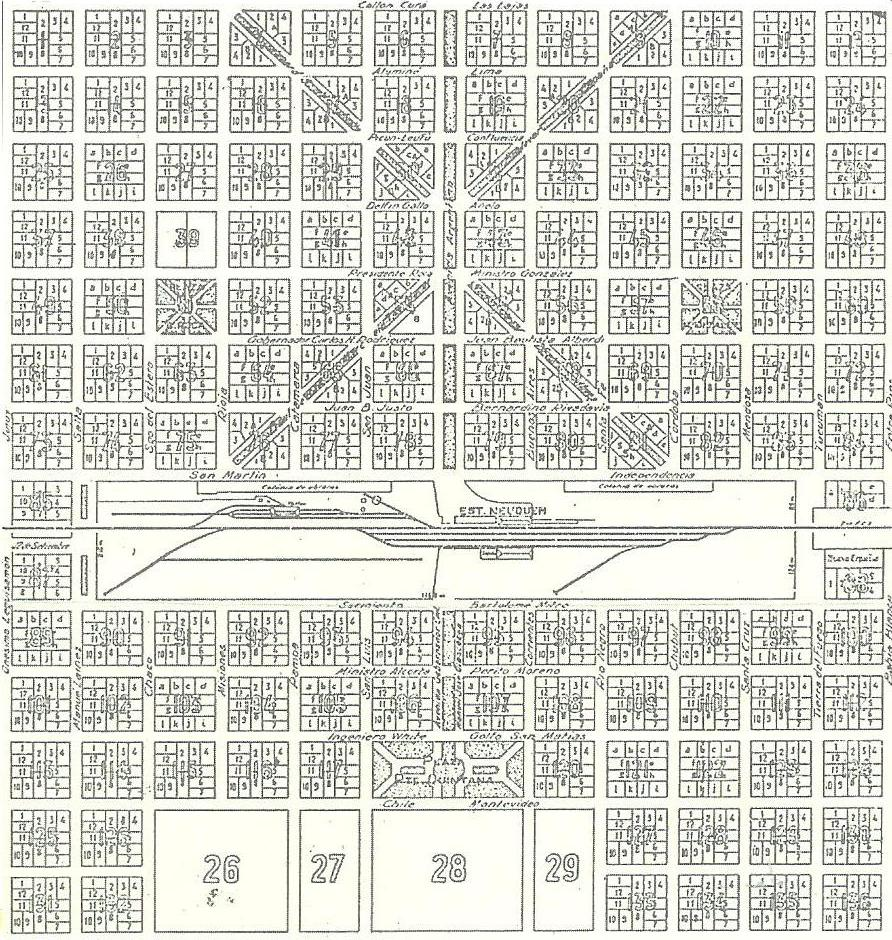
Várostérkép 1904-ből